# کالتمانلو
کالتمانلو یک روستا در ایران است که در دهستان جیرستان واقع شده‌است. کالتمانلو ۱۹۲ نفر جمعیت دارد.